# Edvin Liverić
Edvin Liverić (Rijeka, 20. studenoga 1970.) je hrvatski kazališni, televizijski i filmski glumac.

## Filmografija

### Televizijske uloge
- "Kud puklo da puklo" kao Oliver (2015.)
- "Stipe u gostima" kao Marcel (2013.)
- "Ruža vjetrova" kao Giovanni Kutleša (2012.)
- "Baza Djeda Mraza" kao Djed Mraz (2009.)
- "Luda kuća" kao Mislav (2009.)
- "Ponos Ratkajevih" kao talijanski fašist (2008.)
- "Ne daj se, Nina" kao Aleks Kralj (2007. – 2008.)
- "Bitange i princeze" kao inspektor Zinedine (2007.)
- "Cimmer fraj" kao Monsere (2007.)
- "Kazalište u kući" kao Antonio (2007.)
- "Ljubav u zaleđu" kao Ivica Kausarić/Claude D'Armant (2005. – 2006.)

### Filmske uloge
- "Tumor" kao doktor Brane (2010.)
- "Neke druge priče" kao gost na zabavi #1 (2010.)
- "Penelopa" kao prosac #14 (2007.)
- "Žena mušketir" (La Femme Musketeer) kao kraljev privatni sluga (2004.)
- "Svjetsko čudovište" (2003.)
- "Konjanik" (2003.)
- "Bartol Thodol - Tibetanska knjiga mrtvih" (1999.)
- "Zagorje, dvorci" (1997.)

### Kazališne uloge
- "Najbolja juha! Najbolja juha!"  (2008.)
- "Veliki Gatsby" kao Klipspringer (2007.)
- "Viktor ili djeca na vlasti" kao liječnik (2006.)
- "Ana Karenjina" kao Odvjetnik (2005.)
- "Draga Elena Sergejevna" (2005.)

### Sinkronizacija
- "Čudesni park" kao Živko (2019.)
- "Kako je Gru postao dobar" kao direktor muzeja i general vojske (2017.)
- "Zambezija" kao Secilije (2012.)
- "Sammy 2: Morska avantura" kao Arapski menadžer (2012.)
- "Kung Fu Panda 2" kao Gospodar Shen (2011.)
- "Hop" kao pile Karlo (2011.)
- "Konferencija životinja" kao francuski Pijetao (2010.)
- "Tristan i Izolda" kao lord Ganelon (2006.)
- "Pipi Duga Čarapa" kao Đuro (2006.)
- "Petar Pan" kao Njoka (2003.)
- "Potraga za Nemom" kao vođa jata (2003.)

## Vanjske poveznice
- Edvin Liverić u internetskoj bazi filmova IMDb-u (engl.)
- Službena stranica
- Stranica na ZKM.hr  Arhivirana inačica izvorne stranice od 1. rujna 2011. (Wayback Machine)